# Beira Interior Norte
La Beira Interior Norte és una subregió estadística portuguesa, part de la Regió Centre i del Districte de Guarda. Limita a nord amb Douro, a l'est amb Castella i Lleó, al sud amb Beira Interior Sul i Cova da Beira i a l'oest amb Serra da Estrela i Dão-Lafões. Àrea: 4251 km². Població (2001): 115 326. Són rius destacats el Mondego, Douro i Coa. Són muntanyes principals la Serra da Estrela i Marofa.
Comprèn nou concelhos:
- Almeida
- Celorico da Beira
- Figueira de Castelo Rodrigo
- Guarda
- Manteigas
- Mêda
- Pinhel
- Sabugal
- Trancoso

## Ciutats
Guarda (pop.aprox.31,224), districte capital, capital de Area Urbana Beiras i Diocese de Guarda.
Altres ciutats historicas:Pinhel (3,500), Trancoso (3,300), Sabugal (3,000) i Mêda (2,004).

## Villas principals
Manteigas, Vilar Formoso (municipi de Almeida), Celorico da Beira, Figueira de Castelo Rodrigo, Almeida, Vila Franca das Naves (municipi de Trancoso) i Souto (municipi de Sabugal).

## Monuments
Sé(Catedral) de Guarda, castels (castelos) de Pinhel, Sabugal, Sortelha, Marialva, Rodrigo, Bom, Melhor i Parc Arqueologico de arte rupestre(pre-historica)de Vale de Coa (Côa, en portuguès),classificat per UNESCO Patrimonio Mundial.